# Moïse Lida Kouassi
Moïse Lida Kouassi , né le 7 janvier 1956, est un enseignant chercheur, homme politique ivoirien, ancien ministre de la Défense et de la protection civile sous la présidence de Laurent Gbagbo.

## Formation et engagements
Né le 7 janvier 1956 à Lakota, Moïse Lida Kouassi commence ses études à l'université d'Abidjan avant de les poursuivre en Allemagne à l'université de Hambourg, où il est diplômé d'études germaniques, puis en France à l'université de Strasbourg où il obtient un doctorat en science politique, option défense et stratégie générale. De retour en Côte d'Ivoire il devient maitre-assistant de langue civilisation germanique à l'université d'Abidjan.
Lors de sa carrière universitaire, Moïse Lida Kouassi milite au Syndicat national de la recherche et de l'enseignement supérieur (SYNARES). 
En 1991, à la suite d'une « expédition punitive » effectuée dans la nuit du 17 au 18 mai par les forces armées ivoiriennes contre les étudiants de l'université d'Abidjan, les membres du SYNARES protestent contre les violences militaires et l'interdiction des réunions syndicales sur le campus universitaire. Non entendu par le gouvernement Ouattara, le syndicat déclenche une grève illimitée, puis le 18 février 1992, il organise une grande marche de protestation (avec le FPI et la Fédération estudiantine et scolaire de Côte d'Ivoire, FESCI). À la suite de cette marche, Moïse Lida Kouassi est arrêté, ainsi que neuf autres militants du syndicat, dont Laurent et Simone Gbagbo. En avril 1992, il est condamné à un an d'emprisonnement par le tribunal correctionnel d'Abidjan.
Parallèlement à ses activités syndicales, Moïse Lida Kouassi adhère au Front populaire ivoirien en 1990, puis en devient secrétaire national chargé de la politique de défense et de sécurité de 1996 à 2001.
Lors de l'arrivée au pouvoir du général Robert Guéï en décembre 1999, Moïse Lida Kouassi devient son conseiller politique.

## Ministre de la Défense
À la suite de l'élection de Laurent Gbagbo à la présidence de la République, Moïse Lida Kouassi est nommé, le 30 octobre 2000, ministre d'État, ministre de la Défense et de la protection civile du premier gouvernement Affi N'Guessan.
Lors des élections législatives du 10 décembre 2000, Moïse Lida Kouassi est élu député de la circonscription de Marcory. En juillet 2001, il est également désigné secrétaire général adjoint du FPI, chargé des relations avec les partis politiques et la société civile.
Le 12 octobre 2002, dans le contexte du début de la crise politico-militaire en Côte d'Ivoire, Laurent Gbagbo décharge Moïse Lida Kouassi de sa fonction de ministre de la Défense et bouleverse la chaine de commandement en remplaçant le poste régalien par un ministre délégué, directement rattaché au président de la République – en la personne de Bertin Kadet. Moïse Lida Kouassi est alors nommé ministre d’État, conseiller auprès de la présidence.

## Exil, arrestation et condamnation
Après l'arrestation de Laurent Gbagbo le 11 avril 2011, Moïse Lida Kouassi décide de partir en exil, d'abord au Ghana avec ses trois enfants, puis au Togo à Lomé où un ami togolais propose de l'héberger et où il demande l'asile.
En février 2012, la Direction de la surveillance du territoire (DST) est saisie d'un projet de déstabilisation du régime du président Ouattara par des officiers de l'armée en exil au Ghana. La DST soupçonne alors Moïse Lida Kouassi d'avoir pris part à ce projet alors qu'il était en exil au Ghana. Visé par un mandat d'arrêt international, il est arrêté à son domicile du quartier de Djidjolé le 6 juin 2012 au matin – au moment même où se tient à Lomé, un sommet de chefs d’État de l’Union économique et monétaire ouest africain (UEMOA), auquel participe Alassane Ouattara.
Extradé à Abidjan, il est détenu pendant plusieurs mois à la  Direction de la surveillance du territoire (DST). Il bénéficie d'une mise en liberté provisoire mais est arrêté de nouveau, fin octobre 2014.
Poursuivi pour « complot contre l’autorité de l’État », avec trois autres co-accusés militaires, il est condamné le 18 janvier 2018 par la Cour d'assises d'Abidjan à quinze ans de prison ferme.
Le 8 août 2018, bénéficiant de la mesure d’amnistie annoncée par Alassane Ouattara, Moïse Lida Kouassi est libéré– tout comme Simone Gbagbo.

## De retour à la vie politique
Lors des élections législatives de 2021, se présentant à la députation sous la bannière Ensemble pour la démocratie et la souveraineté (EDS), dans la circonscription de Lakota, Moïse Lida Kouassi est battu par le candidat du RHDP.
Lida Kouassi est le candidat du Parti des peuples africains – Côte d'Ivoire (PPA-CI) lors de l'élection régionale de septembre 2023 dans la région du Lôh-Djiboua. Il arrive deuxième avec 20,0 % des voix derrière Amédé Koffi Kouakou (RHDP, 67,2 %) mais devant Dominique Babli (PDCI, 12,8 %).
En août 2025, Moïse Lida Kouassi et Boubacar Koné, ancien ambassadeur et lui aussi membre du PPA-CI, sont arrêtés.